# Llanfechell
Llanfechell è un villaggio del Galles situato nella contea di Anglesey, con una popolazione stimata a metà 2016 di 591 abitanti.
Si trova nel nord-ovest del Galles, sull'isola di Anglesey , vicino alla costa del Mare d'Irlanda e al largo della penisola di Llŷn.

## Storia
La chiesa e il villaggio prendono il nome da St Mechell (o Mechyll), figlio di Echwydd ap Gwyn Gohoyw, il cui santo sembra sia stato un missionario del VI secolo. Il santo è commemorato da un altro luogo nella zona, la piccola comunità di Mynydd Mechell, un miglio a sud dell'attuale villaggio.
Le parti cruciformi della chiesa risalgono al XIII secolo. Nel XIII secolo fu aggiunto un coro e un campanile nel XVI secolo. Nel portico della chiesa vi è una lapide con un'insolita statua di una croce fiorita, risalente al XIII secolo.
Ci sono diversi siti archeologici vicino al villaggio. Appena a nord si trova un dolmen su Moel Fawr e vicino al villaggio nella stessa direzione si trova un triangolo di pietre noto come Menhir Hirion. Nelle vicinanze di Mynydd Mechell si trova Menhir Arthur.